# Islami Inquilabi Mahaz
Islami Inquilabi Mahaz fou una organització guerrillera sorgida a l'interior de Jammu i Caixmir, amb base al districte de Ponch. Es va unir a Lashkar-e-Toiba el 1993.
És un grup petit però va assolir una gran notorietat després dels atemptats del 29 d'octubre de 2005 a Delhi, que va reivindicar des d'una pàgina web islàmica. També ha estat implicat en atemptats a Karachi, i se l'acusa de mantenir vincles amb Al-Qaeda.